# NGC 2636
NGC 2636 é uma galáxia elíptica (E) localizada na direcção da constelação de Camelopardalis. Possui uma declinação de +73° 40' 18" e uma ascensão recta de 8 horas, 48 minutos e 24,4 segundos.
A galáxia NGC 2636 foi descoberta em 27 de Julho de 1883 por Ernst Wilhelm Leberecht Tempel.